# Begonia formosana
Begonia formosana là một loài thực vật có hoa trong họ Thu hải đường. Loài này được (Hayata) Masam. mô tả khoa học đầu tiên năm 1961.